# Taeniophyllum philippinense
Taeniophyllum philippinense är en orkidéart som beskrevs av Heinrich Gustav Reichenbach. Taeniophyllum philippinense ingår i släktet Taeniophyllum och familjen orkidéer.
Artens utbredningsområde är Filippinerna. Inga underarter finns listade i Catalogue of Life.